# Жанатан (Байганінський район)
Жаната́н (каз. Жаңатаң) — село складі Байганінського району Актюбінської області Казахстану. Входить до складу Кизилбулацького сільського округу.
У радянські часи село називалось Каратас.
Населення — 397 осіб (2021; 577 у 2009, 635 у 1999, 726 у 1989).